# Albrecht Haupt
Karl Albrecht Haupt (Büdingen, Hessen, 18 de março de 1852 — Hanôver, 27 de outubro de 1932) foi um arquiteto e historiador de arte alemão de formação filosófica. 

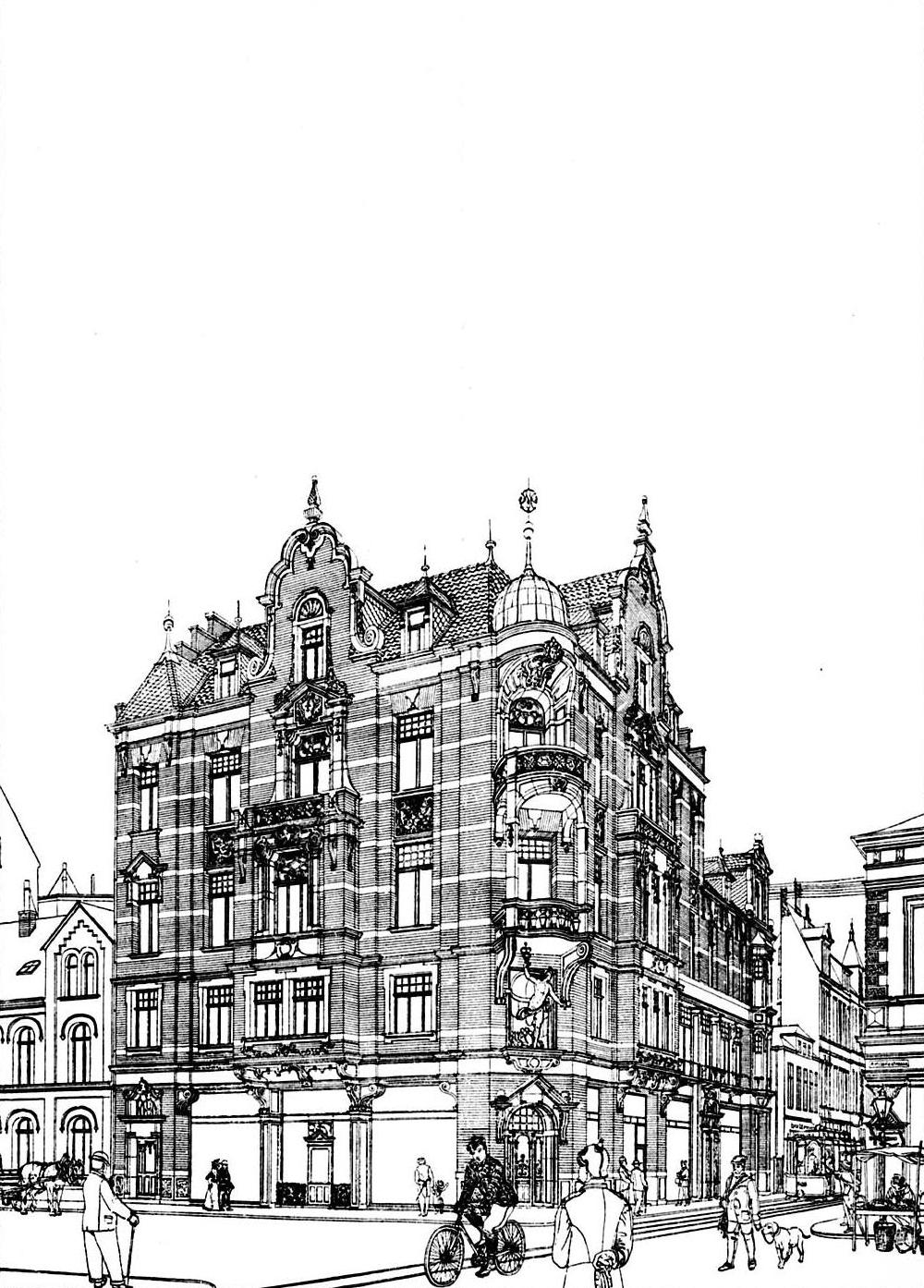
Mercurius Building, Hannover.

Frequentou a Universidade de Giessen e as escolas técnicas de Hanôver e Karlsruhe; graduou-se em Filosofia e habilitou-se, em 1880, na escola técnica de Hanôver. Tem uma obra de arquitetura diversificada e foi autor de mais de uma dezena de livros sobre arte e arquitetura. Fez uma permanência de vários anos em Portugal, tendo percorrido praticamente todo o seu território, do que resultou a publicação de dois volumes acerca da arte em Portugal, em particular sobre a arquitetura do renascimento (Haupt, Albrecht – A arquitetura do renascimento em Portugal. Lisboa: Editorial Presença, 1986).